# Hacksaw Ridge
Hacksaw Ridge és una pel·lícula dramàtica i bèl·lica estatunidenca de 2016, dirigida per Mel Gibson i escrita per Andrew Knight i Robert Schenkkan. La pel·lícula és protagonitzada per Andrew Garfield, Vince Vaughn, Sam Worthington, Luke Bracey, Hugo Weaving, Ryan Corr, Teresa Palmer, Richard Pyros i Rachel Griffiths. El rodatge va començar el 5 de setembre de 2015, en Nova Gal·les del Sud, Austràlia.

## Sinopsi
La pel·lícula està basada en la història real del soldat de l'Exèrcit dels EUA Desmond Doss, un cristià Adventista del Setè dia, que es va negar a portar armes en el front, va ser objecte de burla i persecució i que, malgrat allò, va ser condecorat amb la Medalla d'Honor pel president Harry S. Truman, per haver salvat la vida a més de setanta-cinc homes sota el constant foc enemic en el penya-segat de Maeda durant la brutal batalla d'Okinawa, en la Segona Guerra Mundial.

## Repartiment
- Andrew Garfield és Desmond T. Doss[1]
  - Rhys Bellamy és Jove Desmond Doss.
- Vince Vaughn és Sergent Howell.[2]
- Sam Worthington és Capità Glover.[2]
- Luke Bracey és Smitty Ryker.[3]
- Hugo Weaving és Tom Doss.[4]
- Ryan Corr és Lt. Manville.[4]
- Teresa Palmer és Dorothy Schutte.[5]
- Rachel Griffiths és Bertha Doss.[5]
- Richard Roxburgh és Coronel Stelzer.[5]
- Luke Pegler és Milt 'Hollywood' Zane.[5]
- Richard Pyros és Randall 'Teach' Fuller.[5]
- Ben Mingay és Grease Nolan.[5]
- Firass Dirani és Vito Rinnelli.[5]
- Nico Cortez és Wal Kirzinski.
- Michael Sheasby és Tex Lewis.
- Goran Kleut és Andy 'Ghoul' Walker.
- Jacob Warner és James Pinnick.
- Harry Greenwood es Henry Brown.
- Damien Thomlinson és Ralph Morgan.
- Ben O'Toole és Corporal Jessop.
- Benedict Hardie és Capitán Daniels.
- Robert Morgan és Coronel Sangston.
- Ori Pfeffer és Irv Schecter.
- Milo Gibson és Lucky Ford.
- Nathaniel Buzolic és Harold Doss.
- John Batziolas és Caporal Schulenburg.
- John Cannon és Corporal Cannon.

## Producció
El 20 de novembre de 2014, es va anunciar que Mel Gibson estava en converses per a dirigir la pel·lícula de guerra basada en una història real Hacksaw Ridge, amb Andrew Garfield també en converses per a interpretar a Desmond Doss, un sanitari de l'Exèrcit dels Estats Units que va rebre la Medalla d'Honor pel president Harry S. Truman per salvar vides durant la batalla de Okinawa en la Segona Guerra Mundial. Gregory Crosby va escriure originalment la història, a continuació, Robert Schenkkan i Randall Wallace van escriure el guió, mentre que Wallace va ser concertat prèviament per a dirigir la pel·lícula. Walden Media havia desenvolupat el projecte al costat dels productors Bill Mechanic de Pandemonium Films i David Permut de Permut Presentations, mentre que els co-productors de la pel·lícula són Terry Benedict, Gregory Crosby, i Steve Longi. El projecte va ser portat originalment a Hollywood pel guionista/productor Gregory Crosby gràcies a l'esforç de Stan Jensen de la Església Adventista del Setè Dia.
El 9 de febrer de 2015, IM Global va tancar l'acord per a finançar la pel·lícula i també va vendre la pel·lícula en els mercats internacionals. El mateix dia, Lionsgate adquireix els drets de distribució de la pel·lícula a Amèrica del Nord. Els drets de distribució xinesos van ser adquirides per Bliss Mitjana, una companyia de producció i distribució de pel·lícules amb seu en Shanghai. El 29 de juliol de 2015, Vince Vaughn i Sam Worthington es van unir al repartiment, en la qual Vaughn interpretarà el Sergent Howell, un sotsoficial d'Alabama designat per a assegurar-se que els soldats estiguessin llestos. Gibson estaria dirigint de nou una pel·lícula després d'Apocalypto. Andrew Knight va polir el guió original. El soci de Gibson, Bruce Davey també va produir la pel·lícula juntament amb Paul Currie. El 25 d'agost de 2015, Lucas Bracey va signar per a interpretar Smitty, un soldat en l'escamot de Doss. El 29 de setembre de 2015, es va anunciar que s'inclourien al repartiment Teresa Palmer, Rachel Griffiths, Richard Roxburgh, Luke Pegler, Richard Pyros, Ben Mingay, Firass Dirani, Nico Cortez, Michael Sheasby, Goran Kleut, Jacob Warner, Harry Greenwood, Damien Thomlinson, Ben O'Toole, Benedict Hardie, Robert Morgan, Ori Pfeffer, Milo Gibson i Nathaniel Buzolic. El 19 d'octubre de 2015, Hugo Weaving es va unir a l'elenc per a interpretar a Tom Doss, pare de Desmond T. Doss, mentre que Ryan Corr també va signar per a interpretar el paper del tinent Manville. Cross Creek Pictures es va unir per a finançar la pel·lícula. El 21 d'octubre de 2015, Cross Creek es va associar amb Demarest Media i Kilburn Media per produir i finançar la pel·lícula.

### Rodatge
El rodatge de la pel·lícula va començar el 5 de setembre de 2015, de Nova Gal·les del Sud. La producció de la pel·lícula es basa en els estudis Fox Austràlia. Troy Grant, el Vice-primer Ministre de Nova Gal·les del Sud, va pronosticar que la pel·lícula donaria ingressos a la zona de 26 milions AUD per treballs relacionats amb la producció. El 21 de setembre de 2015, va començar el rodatge a Sydney.

## Premis i nominacions
| Premi                                                                 | Categoria                                       | Receptors | Resultat    | Ref(s)        |
| --------------------------------------------------------------------- | ----------------------------------------------- | --- | ----------- | ------------- |
| Premis Oscar                                                          | Millor pel·lícula                               | Bill Mechanic, David Permut                                                                                          | Nominada    | [ 12 ]        |
| Premis Oscar                                                          | Més ben director                                | Mel Gibson | Nominat     | [ 12 ]        |
| Premis Oscar                                                          | Millor actor                                    | Andrew Garfield | Nominat     | [ 12 ]        |
| Premis Oscar                                                          | Millor muntatge                                 | John Gilbert | Guanyador   | [ 12 ]        |
| Premis Oscar                                                          | Millor so                                       | Kevin O'Connell, Andy Wright, Robert Mackenzie i Peter Grace                                                         | Guanyadors  | [ 12 ]        |
| Premis Oscar                                                          | Millor edició de so                             | Robert Mackenzie i Andy Wright                                                                                       | Nominada    | [ 12 ]        |
| Premis Globus d'Or                                                    | Millor pel·lícula dramàtica                     | Mel Gibson, Paul Currie, Bruce Davey, William D. Johnson, Bill Mechanic, Brian Oliver, David Permut, Tyler Thompson. | Nominat     | [ 13 ]        |
| Premis Globus d'Or                                                    | Millor director                                 | Mel Gibson | Nominat     | [ 13 ]        |
| Premis Globus d'Or                                                    | Millor actor - Drama                            | Andrew Garfield | Nominat     | [ 13 ]        |
| American Film Institute                                               | Top 10 de pel·lícules                           | Hacksaw Ridge | Guanyadora  | [ 14 ]        |
| Premi de la Crítica Cinematogràfica                                   | Millor pel·lícula                               | Hacksaw Ridge | Nominat     | [ 15 ] [ 16 ] |
| Premi de la Crítica Cinematogràfica                                   | Millor director                                 | Mel Gibson | Nominat     | [ 15 ] [ 16 ] |
| Premi de la Crítica Cinematogràfica                                   | Millor actor                                    | Andrew Garfield | Nominat     | [ 15 ] [ 16 ] |
| Premi de la Crítica Cinematogràfica                                   | Millor muntatge                                 | John Gilbert | Nominat     | [ 15 ] [ 16 ] |
| Premi de la Crítica Cinematogràfica                                   | Millor maquillatge                              | Millor maquillatge                                                                                                   | Nominada    | [ 15 ] [ 16 ] |
| Premi de la Crítica Cinematogràfica                                   | Millor pel·lícula d'acció                       | Hacksaw Ridge | Guanyadora  | [ 15 ] [ 16 ] |
| Premi de la Crítica Cinematogràfica                                   | Millor actor d'acció                            | Andrew Garfield | Guanyador   | [ 15 ] [ 16 ] |
| Premis Satellite                                                      | Millor pel·lícula                               | Hacksaw Ridge | Nominada    | [ 17 ]        |
| Premis Satellite                                                      | Millor director                                 | Mel Gibson | Nominat     | [ 17 ]        |
| Premis Satellite                                                      | Millor actor                                    | Andrew Garfield | Guanyador   | [ 17 ]        |
| Premis Satellite                                                      | Millor guió adaptat                             | Andrew Knight, Robert Schenkkan                                                                                      | Nominat     | [ 17 ]        |
| Premis Satellite                                                      | Millor fotografia                               | Simon Duggan | Nominat     | [ 17 ]        |
| Premis Satellite                                                      | Millor disseny de producció                     | Barry Robison | Nominat     | [ 17 ]        |
| Premis Satellite                                                      | Millor música                                   | Rupert Gregson Williams                                                                                              | Nominat     | [ 17 ]        |
| Premis Satellite                                                      | Millor muntatge                                 | John Gilbert | Guanyador   | [ 17 ]        |
| Premis Satellite                                                      | Millor so                                       | Millor so | Guanyador   | [ 17 ]        |
| Hollywood Film Awards                                                 | Millor direcció                                 | Mel Gibson | Guanyador   | [ 18 ]        |
| Hollywood Film Awards                                                 | Millor editor                                   | John Gilbert | Guanyador   | [ 18 ]        |
| Hollywood Film Awards                                                 | Millor maquillatge i perruqueria                | Millor maquillatge i perruqueria                                                                                     | Guanyadora  | [ 18 ]        |
| Australian Academy of Cinema and Television Arts Awards               | Millor pel·lícula                               | Bill Mechanic, David Permut, Paul Currie, Bruce Davey                                                                | Guanyadora  | [ 19 ] [ 20 ] |
| Australian Academy of Cinema and Television Arts Awards               | Millor direcció                                 | Mel Gibson | Guanyador   | [ 19 ] [ 20 ] |
| Australian Academy of Cinema and Television Arts Awards               | Millor guió original                            | Andrew Knight & Robert Schenkkan                                                                                     | Guanyadores | [ 19 ] [ 20 ] |
| Australian Academy of Cinema and Television Arts Awards               | Millor actor                                    | Andrew Garfield | Guanyador   | [ 19 ] [ 20 ] |
| Australian Academy of Cinema and Television Arts Awards               | Millor actriu                                   | Teresa Palmer | Nominada    | [ 19 ] [ 20 ] |
| Australian Academy of Cinema and Television Arts Awards               | Millor actor de repartiment                     | Hugo Weaving | Guanyador   | [ 19 ] [ 20 ] |
| Australian Academy of Cinema and Television Arts Awards               | Millor actriu de repartiment                    | Rachel Griffiths | Nominada    | [ 19 ] [ 20 ] |
| Australian Academy of Cinema and Television Arts Awards               | Millor fotografia                               | Simon Duggan | Guanyador   | [ 19 ] [ 20 ] |
| Australian Academy of Cinema and Television Arts Awards               | Millor muntatge                                 | John Gilbert | Guanyador   | [ 19 ] [ 20 ] |
| Australian Academy of Cinema and Television Arts Awards               | Millor so                                       | Andrew Wright, Robert Mackenzie, Kevin O’Connell, Mario Vaccaro, Tara Webb, Peter Grace                              | Guanyador   | [ 19 ] [ 20 ] |
| Australian Academy of Cinema and Television Arts Awards               | Millor disseny de producció                     | Barry Robison | Guanyador   | [ 19 ] [ 20 ] |
| Australian Academy of Cinema and Television Arts Awards               | Millor vestuari                                 | Lizzy Gardiner | Nominada    | [ 19 ] [ 20 ] |
| Australian Academy of Cinema and Television Arts Awards               | Millor maquillatge i perruqueria                | Shane Thomas, Larry Van Duynhoven                                                                                    | Guanyadores | [ 19 ] [ 20 ] |
| Crítica de Washington DC.                                             | Millor actor                                    | Andrew Garfield | Nominat     | [ 21 ]        |
| Crítica de St. Louis                                                  | Millor muntatge                                 | John Gilbert | Finalista   | [ 22 ] [ 23 ] |
| Crítica de St. Louis                                                  | Millor pel·lícula d'acció                       | Hacksaw Ridge | Nominada    | [ 22 ] [ 23 ] |
| Hollywood Music in Media Awards                                       | Música Original                                 | Rupert Gregson-Williams                                                                                              | Nominat     | [ 24 ]        |
| Australian Academy of Cinema and Television Arts International Awards | Millor pel·lícula                               | Hacksaw Ridge | Nominat     | [ 25 ]        |
| Australian Academy of Cinema and Television Arts International Awards | Millor director                                 | Mel Gibson | Guanyador   | [ 25 ]        |
| Australian Academy of Cinema and Television Arts International Awards | Millor actor                                    | Andrew Garfield | Nominat     | [ 25 ]        |
| Australian Academy of Cinema and Television Arts International Awards | Millor actriu de repartiment                    | Teresa Palmer | Nominada    | [ 25 ]        |
| Australian Academy of Cinema and Television Arts International Awards | Millor guió                                     | Andrew Knight, Robert Schenkkan                                                                                      | Nominat     | [ 25 ]        |
| Premis Eddie                                                          | Millor muntatge en pel·lícula dramàtica         | John Gilbert | Guanyador   | [ 26 ]        |
| Gremi de directors artístics                                          | Millor direcció artística en pel·lícula d'època | Barry Robison | Nominat     | [ 27 ]        |
| Festival de Capri Hollywood                                           | Millor director                                 | Mel Gibson | Guanyador   | [ 28 ]        |
| Festival de Capri Hollywood                                           | Millor actor                                    | Andrew Garfield | Guanyador   | [ 28 ]        |
| Festival de Capri Hollywood                                           | Millor muntatge                                 | John Gilbert | Guanyador   | [ 28 ]        |
| Festival de Capri Hollywood                                           | Millor drama                                    | Hacksaw Ridge | Guanyadora  | [ 28 ]        |
| Festival de Capri Hollywood                                           | Millor productor                                | Bill Mechanic | Guanyador   | [ 28 ]        |
| Medalles del Cercle d'Escriptors Cinematogràfics                      | Millor pel·lícula estrangera                    | Hackshaw Ridge | Guanyadora  | [ 29 ]        |